# Thliptoceras gladialis
Thliptoceras gladialis là một loài bướm đêm trong họ Crambidae.